# Batalla de Speyerbach
La batalla de Espira, de Speyerbach o de Heiligenstein tuvo lugar el 15 de noviembre de 1703 justo al suroeste de la plaza fuerte de Espira, durante la Guerra de Sucesión Española (1701-1714). Mientras el ejército francés comandado por Tallard intentaba desde el 13 octubre retomar la fortaleza de Landau a los imperiales, ésta fue atacada por detrás por un ejército de socorro austro-holandés, que lo venció. Tras este combate, la guarnición austriaca de Landau se rindió a los franceses.

## Contexto
Partiendo el 13 de octubre, los franceses rodearon por sorpresa la plaza de Landau el 17 del mismo mes; el 28, los Aliados reunieron un ejército de ayuda germano-holandés mandado por Juan Ernesto de Nassau-Weilburg y Federico de Hesse-Cassel, quien burló Espira el 13 de noviembre e instaló sus campamentos al suroeste de esta población (precisamente al sur del riachuelo de Speyerbach), esperando refuerzos. Debía reemprender la marcha al día siguiente. 
El general de Tallard no esperó a que el enemigo pasase al ataque: le ordenó al marqués Armand de Pracontal que volviera desde Saarbrücken por Essingen.
Los aliados no se imaginaban un contraataque a los sitiadores y se habían olvidado de fortificar sus campamentos. Además, el Estado Mayor austriaco estaba en una fiesta organizada precisamente el 15 de noviembre en Espira con ocasión del cumpleaños del emperador.

## Desarrollo
Los franceses se reagruparon hacia las 7 de la mañana alrededor de Essingen y marcharon hacia Espira, donde sorprendieron al campamento enemigo hacia el mediodía. En ausencia de sus generales, los Imperiales hicieron frente desordenadamente, y el general Vehlen consiguió parar todos los asaltos. Tallard mandó atacar por el flanco izquierdo a 14 batallones y consiguió abrir las líneas enemigas. Entretanto, el conde Jean-Ernest de Nassau-Weilburg logró lanzar su caballería y destruir los escuadrones enemigos: Pracontal encontró la muerte en ese enfrentamiento. Antes de que se reagruparan con sus tropas, el conde de Nassau prefirió perseguir a los franceses, pero pronto se encontró comprometido en un terreno fangoso desfavorable para los caballos.
Hacia las 14 horas, el ejército francés reagrupado atacó en masa. Los aliados pudieron contener a las columnas del centro, pero los franceses pusieron lo mejor en el ala derecha y pronto derrotaron a la caballería de Vehlen. Luego la infantería francesa entró en contacto con la caballería del elector palatino, que terminó replegándose a su alrededor. Entonces los franceses presionaron el centro enemigo hasta el cara a cara. Los últimos batallones de Hesse evacuaron completamente la orilla sur del arroyo de Speyerbach hacia las 17 horas.

## Consecuencias
Con esta batalla, el general de Tallard consiguió una de las más grandes victorias francesas de esta guerra. La fortaleza de Landau capituló la misma tarde. El recuerdo de esta batalla fue por tanto eclipsado por el desastre de Höchstädt, exactamente nueve meses más tarde.
Tallard renunció a acosar al enemigo. Los franceses dejaron sobre el campo de batalla 4.000 muertos y heridos, y el ejército de socorro austriaco lamentó sensiblemente las mismas pérdidas, pero a los muertos y heridos hay que añadir 2.000 prisionieros, entre los que había 149 oficiales. Entre los muertos figuraba el príncipe Felipe de Hesse-Hombourg, conde de Nassau-Weilburg (e hijo del comandante austriaco).
La ruta de Espira estuvo desde entonces bloqueada al Regimiento de la Guardia del Elector Palatino, tan bien que dos de sus batallones fueron hechos prisioneros. El campamento de los aliados entregó a los franceses 23 cañones, 50 banderas y estandartes, municiones y reavituallamiento para varias semanas.